# Венера и Адонис (картина Рубенса)
«Венера и Адонис» — картина Питера Пауля Рубенса и его учеников из собрания Государственного Эрмитажа.
Картина иллюстрирует сюжет из «Метаморфоз» Публия Овидия Назона: Венера влюбилась в юного охотника Адониса и объясняется ему в любви:

Молвит: «Скажу, подивись чудовищ провинности давней.

От непривычных трудов я, однако, устала, и кстати

Ласково тенью своей приглашает нас тополь соседний;

Ложе нам стелет трава. Прилечь хочу я с тобою

Здесь, на земле!» И легла, к траве и к нему прижимаясь.

И, прислонившись к нему, на груди головою покоясь,

Молвила так, — а слова поцелуями перемежала.

Картина написана около 1610—1611 годов. Ранняя история картины не установлена. Приобретена в 1768 году императрицей Екатериной II в составе собрания графа И. Ф. Кобенцля из Брюсселя.
При рентгеноскопическом исследовании картины в реставрационных мастерских Эрмитажа были выявлены исправления ступней ног Венеры и Адониса, а также заметно, что и профиль Венеры тоже претерпевал изменения.
Ряд исследователей отмечали, что Рубенс был не единственным автором картины. Вааген счёл, что кисти Рубенса принадлежат только головы персонажей и животные, Роозес (1886—1892) считал, что фигуры выполнены Рубенсом, а собак написал Ян Вильденс; в другой книге он добавил, что пейзаж написан Лукасом ван Юденом. Бенуа приписал пейзаж Яну Вильденсу. Варшавская также отмечала, что картина создана Рубенсом вместе с учениками.
В 1609 году Рубенс исполнил большую картину на этот же сюжет и с аналогичной композицией, которая хранится в Дюссельдорфском художественном музее; эрмитажная картина считается её уменьшенным «кабинетным» вариантом. Ещё один вариант картины (холст, масло, 114 × 111 см) находился в берлинском Музее кайзера Фридриха; считается, что он погиб во время Второй мировой войны.
Картина выставляется в здании Нового Эрмитажа в зале 247 (Зал Рубенса).
С эрмитажной картины известны три копии. Копия из Маурицхёйса (дерево, масло. 59 × 81 см) считается выполненной непосредственно в мастерской Рубенса, другая аналогичная копия находится в Дрезденской картинной галерее, и ещё одна копия — в частном собрании в Берлине.
Существует ещё одна картина Рубенса на этот же сюжет (холст, масло, 197,5 × 242,9 см), она написана около 1600 года и композиционно значительно отличается от эрмитажной работы; хранится картина в Метрополитен-музее.

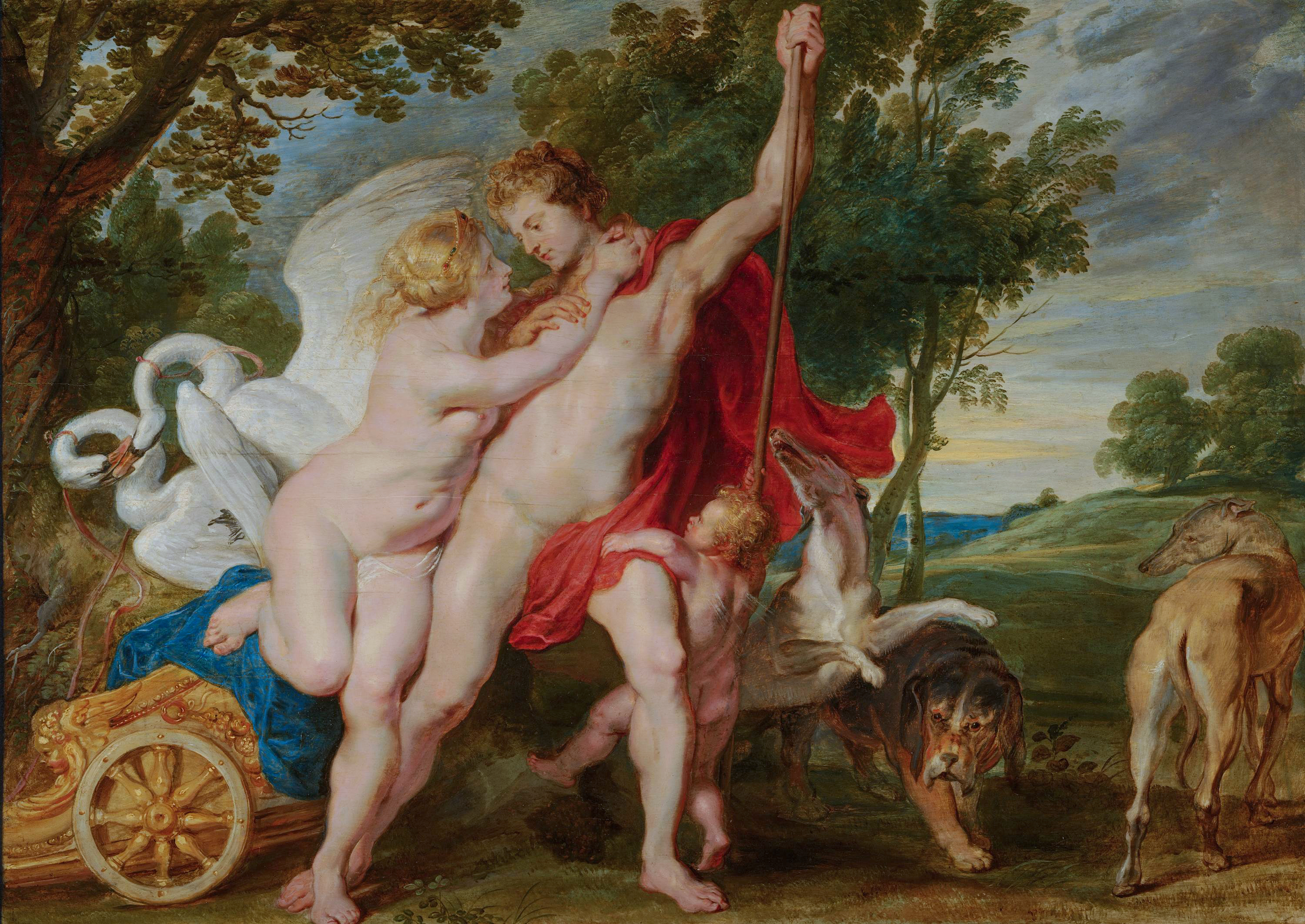
Копия картины из Маурицхёйса
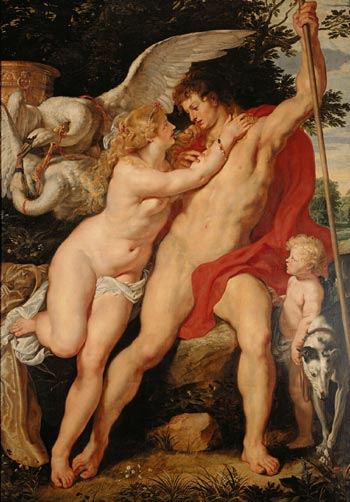
Версия из Дюссельдорфа
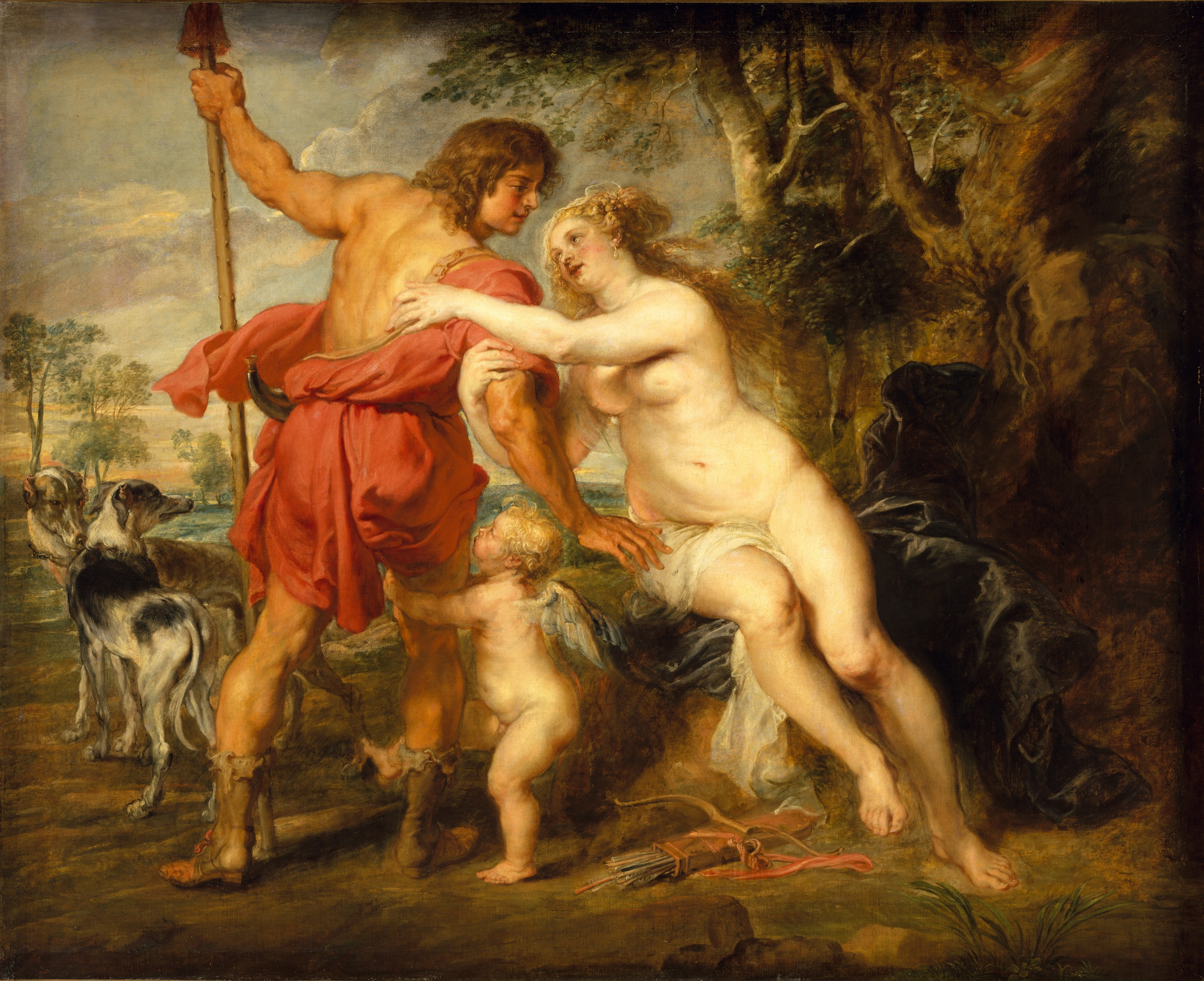
Вариант из Метрополитен-музея